# Stara Synagoga w Makowie Mazowieckim
Stara Synagoga w Makowie Mazowieckim – pierwsza, drewniana synagoga znajdująca się niegdyś w Makowie Mazowieckim, w centrum dawnej dzielnicy żydowskiej.
Synagoga została zbudowana w 1717 roku. Uległa doszczętnemu zniszczeniu w 1928 roku. Nie jest jasne, czy spłonęła, czy została dobrowolnie rozebrana.